# West Harling
West Harling är en by i civil parish Harling, i distriktet Breckland, i grevskapet Norfolk, i England. Byn är belägen 10 km från Thetford. West Harling var en civil parish fram till 1935 när blev den en del av Harling. Civil parish hade 89 invånare år 1931.